# Vincenzo Bianchini (mosaicista)
Vincenzo Bianchini, detto anche Ser Vincenzo Furlan (Udine, circa 1498 – Venezia, circa 1566), è stato un pittore italiano, ma soprattutto il capostipite di una famiglia di mosaicisti attivi a Venezia nel XVI secolo.

## Biografia
Vincenzo Bianchini nacque a Udine intorno al 1498, figlio di Giovanni Antonio dei Bianchi da Udine, di professione barbiere.
Insieme al fratello Domenico ed ai figli, Bianchini è considerato un mosaicista aderente al manierismo, che  tradusse con grande capacità i cartoni dei pittori come Francesco Salviati.
La prima informazione storica su Bianchini fu l'incarico di mosaicista per la basilica di San Marco, il 6 maggio 1517, assieme al maestro Ludovico Rizzo, per la quale eseguirono entrambi un Angelo, conservato nel coro.
Successivamente Bianchini ebbe qualche problema con la giustizia e solamente nel 1532 la documentazione storica lo indicò attivo per rifare gli antichi mosaici, quali il Giudizio di Salomone, ultimato nel 1538, nel lato settentrionale dell'atrio della basilica, vicino al sepolcro del doge Gradenigo, opera nella quale Bianchini si dimostrò un riformatore artistico.
Per quanto riguarda la paternità del cartone rimane qualche incertezza, anche se alcune fonti storiche sostengono che lavorò sotto la guida di Jacopo Sansovino,
Sempre nel 1538 ricevette l'incarico dall'Opera del duomo di Pisa, per un mosaico a decorazione della porta del Camposanto, ora irrintracciabile.
Tra il 1542 e il 1552 Bianchini lavorò, assieme al figlio Giovanni Antonio e a Giovanni Demio per una grandiosa composizione a mosaico, raffigurante l'Albero genealogico della Vergine, collocata nella parete di fondo del transetto, nella basilica di San Marco.
L'opera, oltre agli interventi del Demio, risultò influenzata dagli elementi stilistici del Salviati e del manierismo, evidenziati soprattutto nelle figure, caratterizzate da un'esteriorità di un michelangiolismo accademico.
Nel 1563 Vincenzo Bianchini partecipò ad un concorso per mosaicisti indetto dalla Procuratia di San Marco: ma vinse il concorrente Francesco Zuccato. Però venne accolta la sua figura del profeta Malachia e inserita nel sottarco interno del transetto sinistro. Negli stessi anni Vincenzo Bianchini eseguì le figure di Sant'Ambrogio  e di Santa Tecla, conservate nei pennacchi della cupola di San Leonardo, sempre nel transetto.
Nel 1563, Vincenzo Bianchini fu impegnato, con altri familiari, nel processo intentato contro i fratelli Zuccato, accusati di poca correttezza tecnica, cioè di aver utilizzato il pennello per mosaici al posto delle tessere.
Questa vicenda interessò talmente la scrittrice francese George Sand, durante un suo soggiorno veneziano, da scrivere un romanzo dedicato all'argomento, intitolato Les maîtres mosaïstes (1837).
Dopo questa data non vi sono più informazioni storiche riguardanti la carriera artistica di Vincenzo Bianchini.

## Opere
- Angelo, coro basilica di San Marco a Venezia (1517);
- Giudizio di Salomone, atrio della basilica di San Marco a Venezia (1538);
- Decorazione della porta del Camposanto per il duomo di Pisa (1538);
- Albero genealogico della Vergine, transetto della basilica di San Marco a Venezia (1552);
- Malachia, transetto della basilica di San Marco a Venezia (1563);
- Sant'Ambrogio, transetto della basilica di San Marco a Venezia (circa 1563);
- Santa Tecla, transetto della basilica di San Marco a Venezia (1563).